# Friedrich Brodnitz
Friedrich Samuel Brodnitz (geb. 25. September 1899 in Berlin; gest. 19. Oktober 1995 in New York) war ein deutschamerikanischer Arzt und jüdischer Funktionär in Deutschland während der Zeit des Nationalsozialismus.

## Leben
Der Sohn von Julius Brodnitz war nach der Promotion zum Dr. med. von 1923 bis 1924 Assistenzarzt an der Universitätsklinik für innere Krankheiten in Berlin. Von 1924 bis 1926 war er an der Klinik für Hals-, Nasen-, Ohrenkrankheiten, ebenfalls in Berlin, tätig.
Er war aktiv im C. V. und in der jüdischen Selbsthilfeorganisation
Zentralausschuss für Hilfe und Aufbau und Mitglied der erweiterten Jewish Agency sowie des Keren Hajessod. Er war auch (seit 1934) Pressechef der Reichsvertretung der Deutschen Juden und beteiligt am Aufbau des Jüdischen Kulturbundes. 1933 bis 1937 war er Präsident des „Reichsausschusses der jüdischen Jugendverbände“.
Weiter war er Redakteur der Zeitschrift Jüdische Wohlfahrtspflege und Sozialpolitik und von 1933 bis 1935 Mitherausgeber der Informationsblätter des o. g. Zentralausschusses für Hilfe und Aufbau. 1937 emigrierte er in die USA.